# CR中森明菜・歌姫伝説
『CR中森明菜・歌姫伝説』（シーアールなかもりあきな・うたひめでんせつ）は、2006年6月、大一商会が開発、発売した歌手の中森明菜をタイアップキャラクターとしたデジパチタイプのパチンコ。『CRピンクレディー』、『CRテレサ・テン』に続く歌手とのタイアップシリーズ（「ミュージック・エンターテイメントシリーズ」）。リーチ時、大当たり時は明菜の歌が流れるほか、リーチ時などの「ボイス予告」の音声も明菜本人が演じている。

## 特徴
突然確率変動タイプ。
「ツインスタートチャッカー」を採用し、実質最大8個までの保留球が有効となる。「VIPスタートチャッカー」の入賞は基本的にリーチとなる（例外としてチャンス目停止の中当たりや突然確率変動となることもある）。
絵柄の動きより、むしろ「中森明菜が歌を歌いきる」ことで大当たりが近づくような液晶演出になっている。確率変動中は、歌いきることで大当たりとなる。
日本テレビ系で放送されていたテレビ番組「ザ・トップテン」出演時の映像画面が使用されている。リーチ中にこれらの映像が現れると大当たり予告となる。
15R確率変動大当たり開始時（CXは15R大当たり時）、BGMを選曲することができる。この時、「GAME」を選択できることがあり、同曲のPVが流れる。
リーチ中に大当たりプレミアム演出として、『CRラブリーレミ!』のレミなどの大一キャラや、『CRピンクレディー』背景が現れることがある。役物として明菜フィギアが液晶右側のエンブレムの裏に隠れている。確率変動昇格演出など、一定の演出時に現れる。
本機のTV-CFが製作、オンエアされた。

## シリーズ
- 『CR中森明菜・歌姫伝説AX』
  - 大当たり確率 低確率1/315.5 高確率1/31.55
  - 確率変動割合 63%（突然確率変動を含む）
  - 15Rの大当たり終了後100回時短
  - 賞球数 3&4&10&14 大当たり15R9C、2R0C
- 『CR中森明菜・歌姫伝説BX』
  - 大当たり確率 低確率1/398.5 高確率1/39.85
  - 確率変動割合 72%（突然確率変動を含む）
  - 15Rの大当たり終了後100回時短
  - 賞球数 3&4&10&14 大当たり15R9C、2R0C
- 『CR中森明菜・歌姫伝説CX』
  - 大当たり確率 低確率1/99.25 高確率1/9.925
  - 確率変動割合 50%（突然確率変動を含む）
  - 4Rまたは15R（絵柄5）の大当たり終了後30回時短
  - 賞球数 3&4&10&13 大当たり4R9C、15R9C、2R0C
- 『CR中森明菜・歌姫伝説DX』
  - 大当たり確率 低確率1/299.5 高確率1/29.95
  - 確率変動割合 55%（突然確率変動を含む）
  - 15Rの大当たり終了後100回時短
  - 賞球数 4&10&14 大当たり15R9C、2R0C

（※大当たり確率はメーカー発表）

## 演出

### 通常時
液晶画面は、青を基調とした「ステージ」のイメージ。奥に巨大モニター、手前がステージ。画面がスクロールすることもあり、上方にスクロールすると夜空に花火が揚がり（不発あり）、下方にスクロールすると観客席が表示される。
「VIPスタートチャッカー」に入賞すると液晶内右側の「明菜メーター」があがる。10目盛りまであり、ここまで貯まるとメーター上部にちび菜（少女Aバージョン）が登場し、該当保留の絵柄始動時に、液晶中央へ飛び出してくる。このメーターが7つ以上貯まっている場合、絵柄始動時にいきなりメーターがMAXになり、同様の「ちび菜が飛び出してくる」演出が発生することがあり、この場合はかなり期待度が高い。
リーチは大きく分けて「ノーマルリーチ」「少女Aリーチ」、「1⁄2の神話リーチ」、「北ウイングリーチ」、「DESIRE -情熱-リーチ」、「十戒 (1984)リーチ」の6種類。このうち、「1⁄2の神話リーチ」、「北ウイングリーチ」、「DESIRE -情熱-リーチ」、「十戒 (1984)リーチ」は後述の「イントロモーション予告」から発展する可能性があり、「十戒 (1984)リーチ」のみ、画面のブラックアウトから「イントロモーション予告」を経ずに発展する。
リーチの基本的な流れとしては、絵柄テンパイ後、ノーマルリーチを経て「少女Aリーチ」に発展し、一旦ハズレた後、左右からカーテンが閉まり、「アンコール」演出を経て、各「歌」のリーチ（「十戒 (1984)リーチ」を除く）の後半部分へ発展する。
チャンス目（左から順に「687」。リールは左⇒右⇒中の順で停止するため、停止順に絵柄を読むと「歌姫伝説」となる）停止時は「中当たり」か「突然確率変動」の演出となり、再度絵柄が変動を始めながら、6・7・8の絵柄が、オールマイティを意味する「A」の絵柄に変化していき（この際、「A」の枚数が多いほど突確の期待が高まる）、最終的に「132」（停止順は「123」）で停止し、上部アタッカーが2回開放される。まれに「1」絵柄が3つ揃い、そのまま大当たりすることもある。
暗転から発展するイントロモーション予告では、ライトの色によって期待度が変化し、上部役物のANマークも同じ色に変化する。白→青→黄色→緑→赤→虹色　の順で期待度がアップ。白～黄色ではイントロ段階で終了（はずれ）することもあるが、緑以上ならばリーチ～前半までは確定する。赤は激アツ、虹色は大当たり確定。
「擬似連予告」搭載。液晶右側の「歌姫伝説」役物が光りながら振動し、同時に歓声が上がる。なので通称「歓声予告」。1回で終了することもあり、これは完全に「ガセ」。2回以上でリーチの可能性が出て来る。4回継続で激アツ、5回継続で確変大当たり確定。必ずイントロモーション予告に発展するが、2回継続から発展した場合は、イントロのみで終了することもある。

### 歌姫モード、スーパー歌姫モード
チャンス目後の「歌姫チャンス」演出を経由して切り替わる（演出時に、中当たりないし突然確率変動当選時に、上部アタッカーに入れた玉を必要とするので、その際にアタッカーに玉が入らなかった場合は「歌姫チャンス」演出が発生せず、本来「歌姫モード」または「スーパー歌姫モード」に移行する予定だった場合には、いきなり画面のみ変化する）。
突然確率変動中は「歌姫モード」、「スーパー歌姫モード」に切り替わりやすい。が、中当たり後でも両モードに移行することはあり、突然確率変動中でも通常画面が選択されることもあり、この演出によって確変状態かどうかを判断することはできない。
画面は、「歌姫モード」が、夕方のイメージの屋外ステージ。「スーパー歌姫モード」が、地中海の神殿のようなイメージの白を基調としたステージ。
発生演出は基本的に「通常モード」と同じ。

### プライベートモード（CXには非搭載）
いわゆる確率変動終了後の時短モード。中森明菜のシルエット（実物に近い8頭身タイプ。「ちび菜」ではない。）が、私室っぽい部屋の中でソファに座ったり、小鳥と戯れたり、窓から夜景を眺めたりと、「プライベート」な時間を楽しんでいる、といった感の演出モード。リーチ発展時は、シルエットのいた位置と、AN役物の色で期待度が変化する。

### ライブモード
いわゆる確率変動状態。
リーチ発生時のタイトル表示は「歌って歌って歌い続けろ！」。
鉄の扉が半開きになった向こう側で、「1⁄2の神話」、「北ウイング」、「DESIRE -情熱-」に対応するちび菜のシルエットが踊っている。リーチ時は、その際にいたちび菜が対応曲を歌い始め、歌い進むごとに、鉄の扉を1枚ずつ潜り抜ける。4枚目まで抜けると「完走」で大当たりとなる。また「DESIRE -情熱-」を歌いきった場合、確率変動大当たりが確定する。一旦扉が閉まってから扉を蹴り破って復活する逆転パターンや、扉の通過と同時に画面いっぱいに「AN」のエンブレムが張り付く確定パターンもあり、これらは発生した時点で完走と確変大当たり（CXは15R確変）が確定する。
CXのみ仕様が異なり、こちらは全ての大当たり後に突入する30回転の時短モード。CXは確変か否かが液晶演出からは判別できない潜伏確変仕様となっており（7セグによる判別は可能）、見かけは同じライブモードでも内部では「確変状態のライブモード」と「時短状態のライブモード」に分かれる。なお、確変時に30回転を超えた場合、電チューによる入賞サポートは行われなくなるが確変状態は維持されるため、7セグによる内部状態の判別を確実に行わないと、確変状態をすててしまう可能性もありえる。
尚、プライベートモード時とライブモード時には、通常チャンス目当選時に行われる「歌姫チャンス」演出はなく、一旦イントロに入ってから途中で外れ、液晶右側からいずれかのちび菜が走ってくる、という演出になる。ちび菜が一旦立ち止まり、そのまますぐ走り抜けたら中当たり、何らかのアクション（転ぶ、手を振る、歌う、など）をしたら突然確率変動当選（これも7セグでの判別が可能）。

## 登場人物
ちび菜
本作のメインキャラ。中森明菜がデフォルメデザインされたキャラクター。
台で使用されている曲ごとに衣装や髪・目の色などが異なっていて、演出やそれぞれの曲を使用したリーチの際に出現する。
本来、皆同じ「中森明菜」であるはずなのだが、一部の掲示板などでは、キャラごとに　
少女A＝A菜、十戒＝戒菜、1⁄2の神話＝半菜（1⁄2=半分 から）、
北ウイング＝北菜、DESIRE＝デザ菜、などという愛称がつけられている。
※ちび菜という名前は中森明菜本人が名付けた（本人コメントより）。
中森明菜
本作の主人公。演出の一部や、各リーチの発展時に実写画像・動画として現れる。いずれも大当たり確定。
大当たり直後の再抽選時に、実写画像が一瞬カットインすると確変大当たりへの昇格が確定する。
（ハネデジ機種では15Rの大当たりへの昇格となる）